# 月岡野之戰
月岡野之戰是天正6年（1578年）織田氏與上杉氏在越中國一帶爆發的戰爭，結果織田軍擊敗了上杉軍將領河田長親，順利佔領越中部份地區。

## 背景
在上杉家當主上杉謙信在天正6年（1578年）3月急病辭世後，由於上杉家在天正5年時正式跟織田信長敵對，並攻擊從屬織田家的長續連，拿下能登七尾城進而攻打加賀松任城等織田家領地，雙方關係急遽惡化。當年4月時，織田信長便透過武井夕庵跟佐佐長穐招來出身越中國的神保長住。
神保長住在神保家被上杉謙信滅亡後，流亡於能登國，後又來到京都，織田信長召見他後賜予黄金百枚跟織物百反當軍資，讓佐佐長穐率軍協助神保長住經由飛驒返回越中，織田信長也先行跟飛驒國司姊小路賴綱會面，命令姊小路家讓路給織田軍北上。與之同時，織田信長也讓佐佐長穐去信給上杉家在越中的守將河田長親，提出給予近江部份領地的條件誘降，但被河田長親拒絕。但上杉方的越中豪族守山城主神保氏張、城主齋藤信利、上熊野城二宮長恒也經由神保長住投降織田家。

## 戰況
為抵禦織田軍的入侵，上杉家臣河田長親跟椎名景直負責越中國太田保的津毛城防備，上杉景勝也安排村田縫殿助擔任副將協防。而織田信長也命令家臣齋藤長龍在９月14日率領援軍出陣，經由飛驒走榆原、松谷來到越中，準備進攻津毛城，在聽聞織田家動員尾張、美濃的大軍來到附近後，椎名景直主動退出津毛城撤退。齋藤長龍跟神保長住入城後，就在周邊構設陣地，準備後續的軍事行動，之後將守備任務交給神保氏，繼續往北進攻今泉城。椎名景直撤出津毛城後則轉往松倉城跟河田長親會合。
10月4日時，齋藤長龍率軍於越中太田保的本鄉佈陣，並對上杉方將領河田長親與椎名景直守備的今泉城縱火，然後在夜半時撤軍返回。河田長親等聞訊，急忙率兵啣尾追擊，卻落入圈套。齋藤長龍早選定在地形複雜的月岡野設伏，當上杉軍追著織田軍抵達月岡野後，齋藤長龍的伏兵一舉包圍了河田長親的部隊，順利將之擊潰，斬首360人，上杉軍一共損失達3千人。齋藤長龍隨後拿下今泉城，斬敵5百人，並交由齋藤喜右衛門、齋藤忠兵衛駐守，城主齋藤信利、齋藤信吉兄弟在進攻今泉城時，也因戰功獲得織田信長表彰。

## 戰後
齋藤長龍取勝後，順勢北進，越中部份豪族因此倒向織田家，齋藤長龍收取這些豪族的人質後便轉交給神保長住，織田信長、織田信忠父子也賜予齋藤長龍感狀獎賞此功，隨後在10月11日派出森長可、毛利秀賴、佐藤秀方、坂井越中守等北上助陣。但因為荒木村重的反叛，加上時節漸寒，織田信長便命令齋藤長龍等人回師，將越中之事交待給神保長住。